# Konzerthaus Berlin
La sala de conciertos de Berlín (del alemán: Konzerthaus Berlin), llamada antes Teatro de Berlín (Schauspielhaus Berlin), es un edificio ubicado en la plaza Gendarmenmarkt, en el centro de Berlín (Alemania). Se utiliza como sala de conciertos y desde 1984 es la sede de la Konzerthausorchester Berlin. Fue construido por Friedrich Schinkel entre 1818 y 1821.

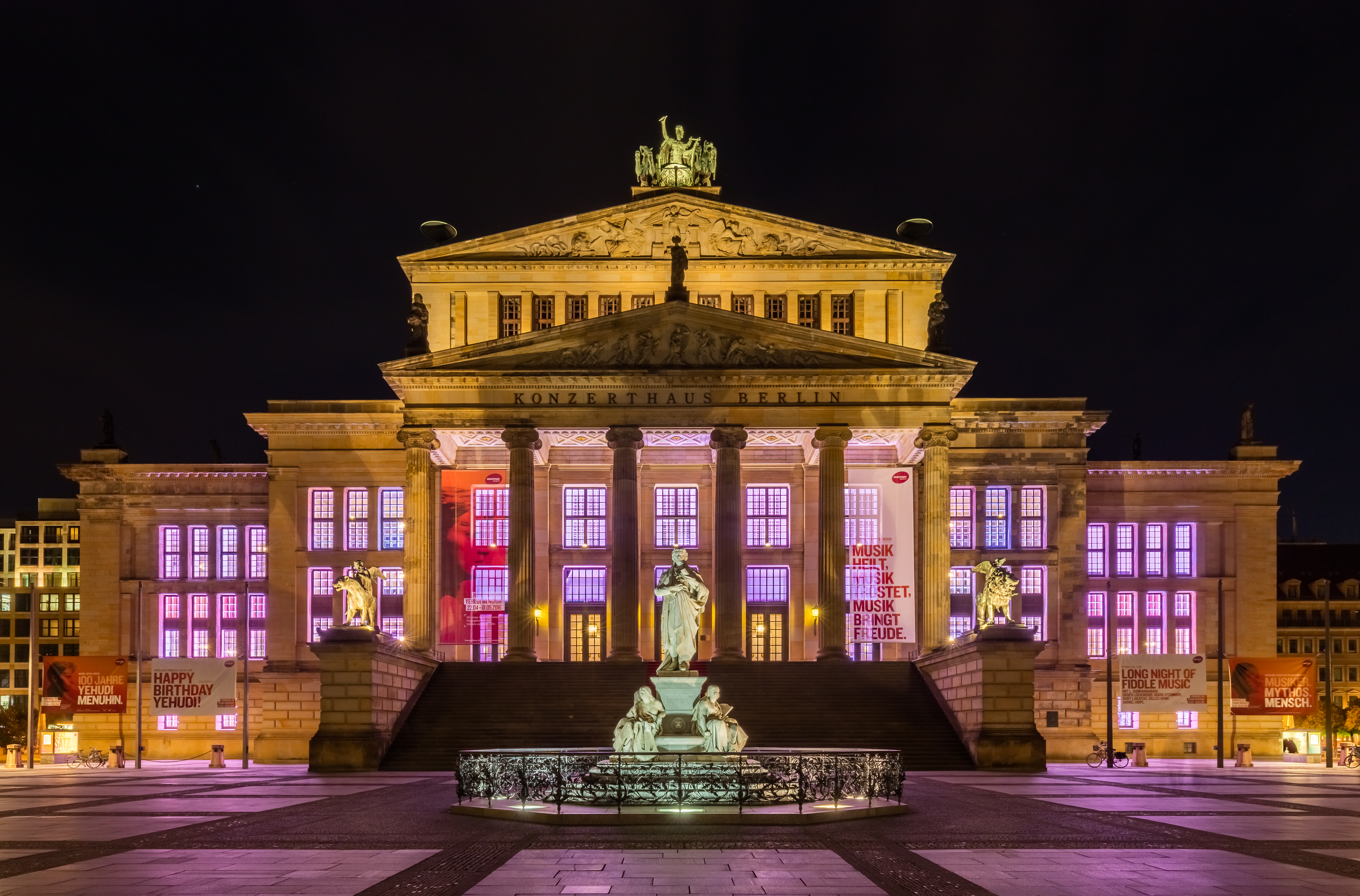
El Konzerthaus de noche.

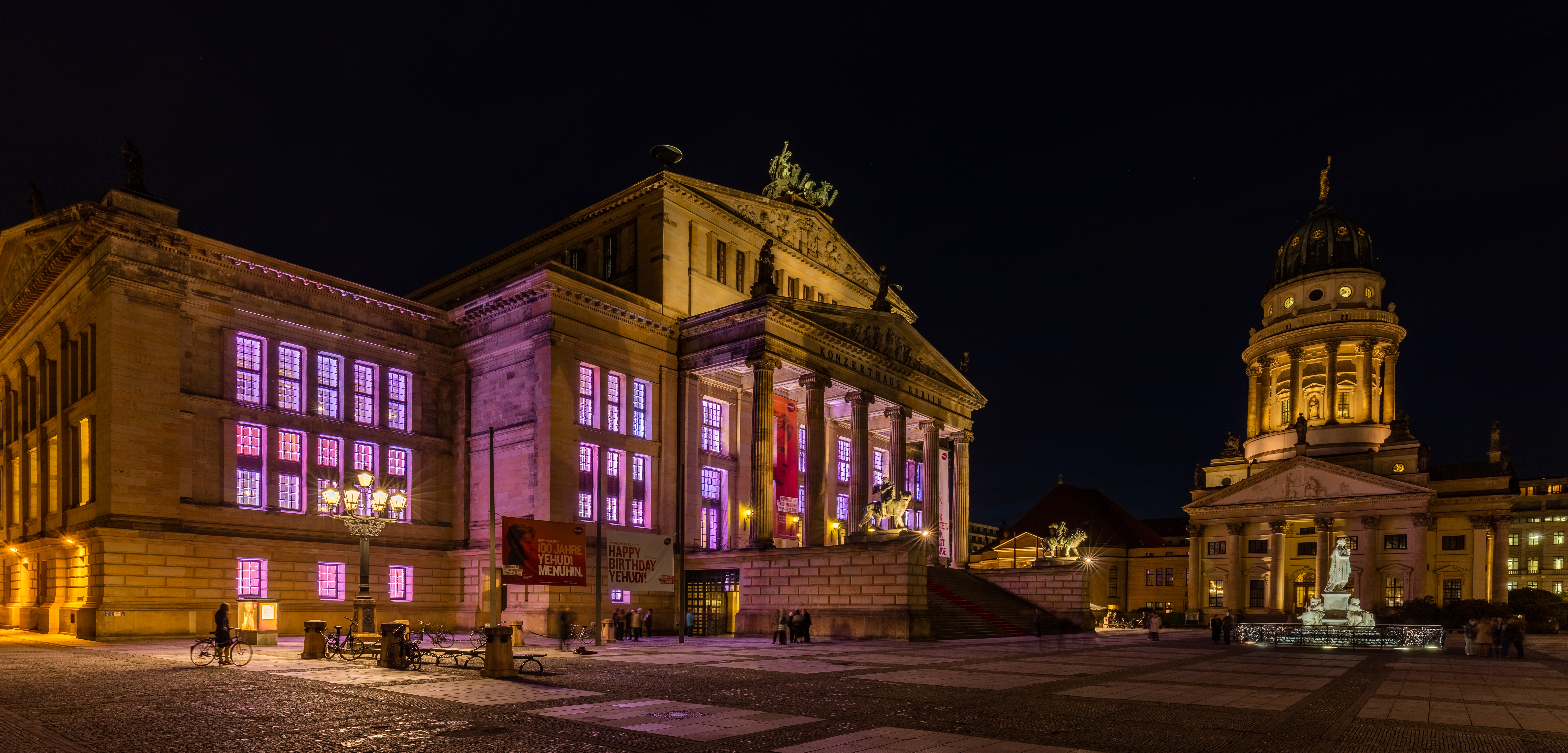
Sala de Conciertos y Catedral Francesa.

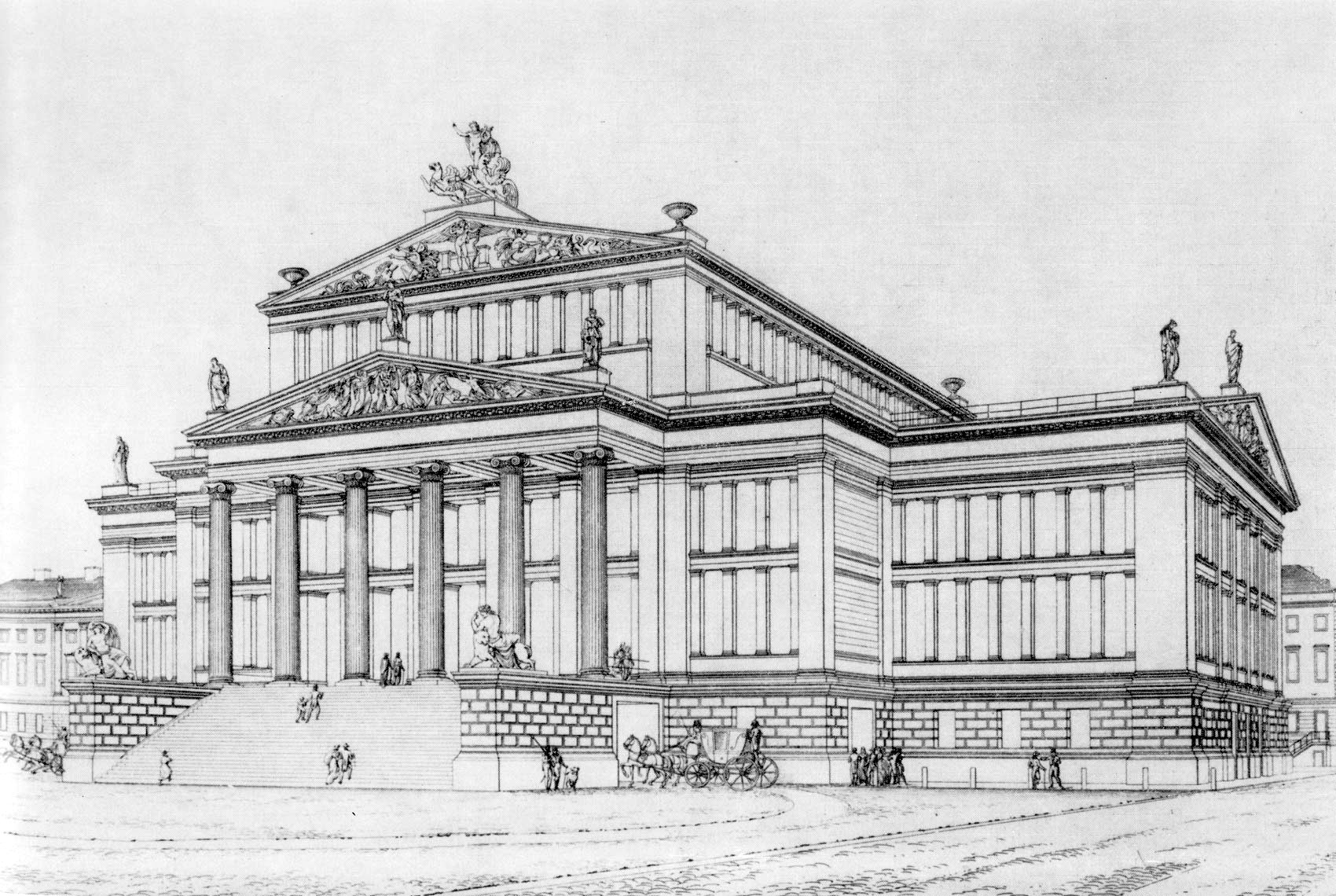
Ilustración de 1830.

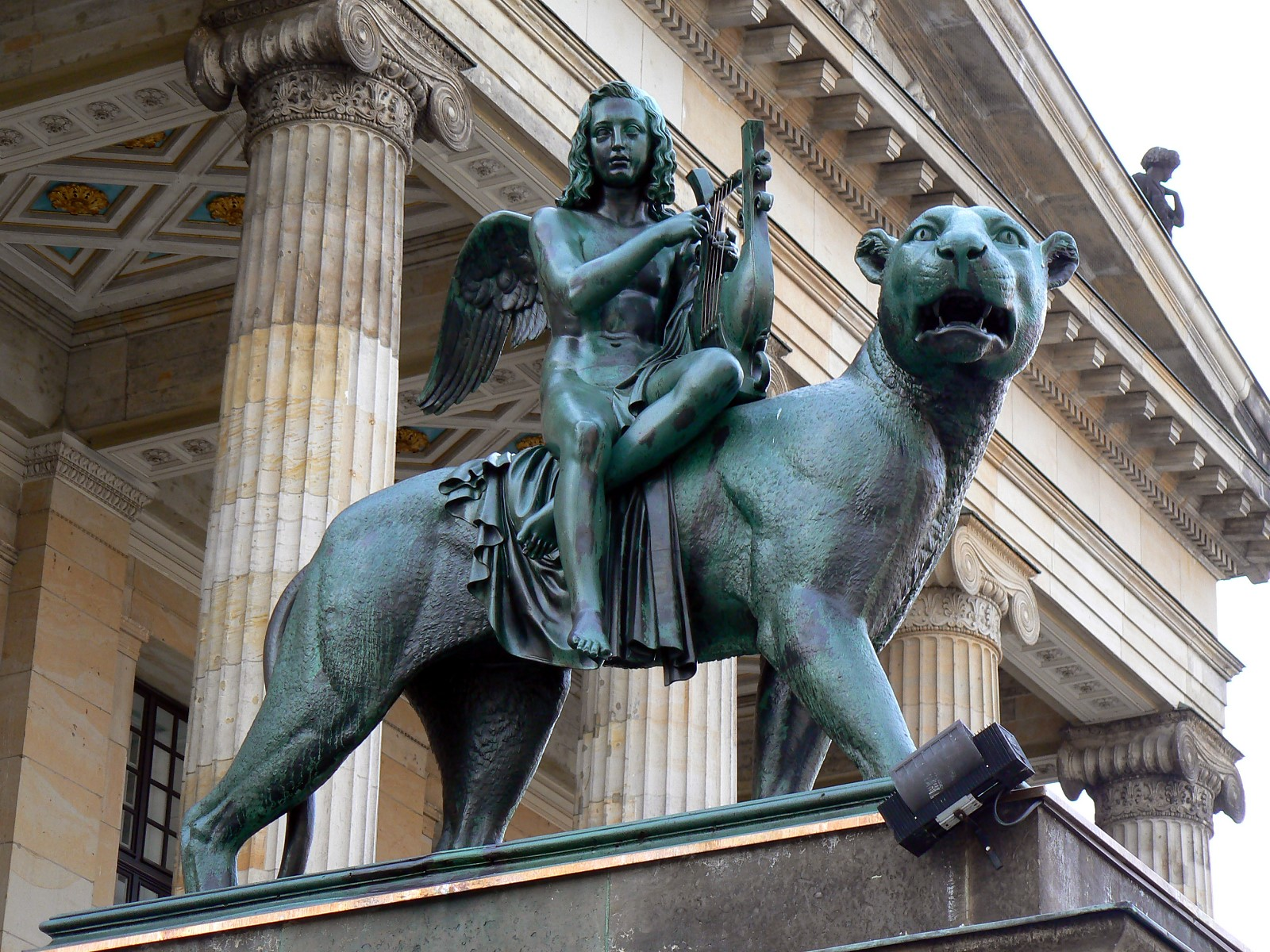
Bacchus auf dem Panther, de Christian Friedrich Tieck.

## Historia
Este edificio está relacionado con su predecesor, el Teatro Nacional de Carl Gotthard Langhans, inaugurado el 1 de enero de 1802 y que fue devorado por el fuego en 1817. El teatro que se erige actualmente en la plaza Gendarmenmarkt fue inaugurado en 1821, en presencia del rey Federico Guillermo III con el drama en verso de Goethe Iphigenie auf Tauris. El edificio, encargado por el rey a Schinkel, y que se convirtió en una de las más emblemáticas obras del arquitecto en la capital prusiana, es de inspiración griega en el exterior, e interiormente disponía de una sala principal con unas 1200 plazas, junto con una sala para conciertos y bailes. El nuevo Königliches Schauspielhaus se dedicó preferentemente al teatro hablado, pero a menudo se programaban conciertos y representaciones de ópera. Aquí tuvo lugar, ya el 16 de junio del mismo año 1821, el estreno de la ópera de Carl Maria von Weber Der Freischütz, en 1826 el estreno en Berlín de la novena sinfonía de Beethoven y en 1829 una serie de conciertos de Niccolo Paganini. Durante todo el siglo XIX, en el teatro se presentaron diversas obras de dramaturgos como Friedrich Schiller, Heinrich von Kliest, Gerhart Hauptmann, August von Kotzebue, etc.
Tras la Primera Guerra Mundial, con la caída de la monarquía prusiana, el teatro cambió su nombre a Preußisches Staatstheater (Teatro Estatal Prusiano), y moderniza el repertorio de la mano de Leopold Jessner, que introdujo el teatro expresionista. Posteriormente, bajo la dirección de Gustaf Gründgens, sopoartó las intervenciones del régimen nazi en la vida cultural, principalmente de parte del primer ministro de Prusia, Hermann Göring. 
Destruido durante la Segunda Guerra Mundial, el edificio fue reconstruido y reinaugurado en 1984, para celebrar los 750 años de Berlín. En aquel momento se decidió que, dado que Berlín Oriental, entonces capital de la República Democrática Alemana (RDA), disponía de varios teatros de renombre, pero no de una gran sala de conciertos (al contrario del sector occidental, donde se ubica la famosa Philharmonie), el edificio se adaptaría a tal fin. La decisión, por tanto, adquirió un cierto matiz político. El exterior del edificio se reconstruyó de acuerdo con la idea original de Schinkel, pero el interior tuvo que ser totalmente rediseñado, combinando el espacio correspondiente al escenario y la sala de espectadores originales para construir un nuevo auditorio de conciertos con capacidad para 1600 personas. Además, se añadió una sala pequeña con 400 localidades, el club de música y una sala de ensayos. El diseño de los espacios interiores se hizo a partir de una interpretación del estilo de Schinkel, basándose en la pequeña sala de conciertos original, mediante el uso del estuco, el mármol y las lámparas de cristal. Entre 1996 y 1999, tras la reunificación alemana, se realizaron nuevos trabajos de restauración. 
Hoy en día el edificio alberga tres espacios donde anualmente se presentan aproximadamente 550 espectáculos: la sala grande (Großer Saal), la sala pequeña (Kleiner Saal) y el Musikclub. 
Una selección de las obras que se han estrenado en el teatro son:
- 1799 - Die Piccolomini y Wallensteins Tod de Friedrich Schiller (en el antiguo Nationaltheater)
- 1802 - Die Kreuzfahrer de August von Kotzebue
- 1816 - la ópera Undine de E. T. A. Hoffmann
- 18 de junio de 1821 - la ópera Der Freischütz de Carl Maria von Weber, compuesta para la inauguración del nuevo edificio.
- 25 de abril de 1876 - Penthesilea de Heinrich von Kleist
- 15 de noviembre de 1941 - Iphigenie in Delphi de Gerhart Hauptmann

Por otra parte el 25 de diciembre de 1989, para celebrar la reciente caída del Muro de Berlín y la reunificación de la Ciudad, Leonard Bernstein interpretó la novena sinfonía de Beethoven, dirigiendo a una selección de músicos de orquestas alemanas y de los países que habían participado en la ocupación aliada de Alemania.

## Composición Interna
El diseño interior y exterior, incluidas muchas de las esculturas de compositores, son obra de Christian Friedrich Tieck y Balthasar Jacob Rathgeber.
Entre las esculturas expuestas en el área exterior se encuentran: Níobe con sus hijos muertos en el pórtico del frontón, debajo una escena entre Eros y Psique, y en el tope un bronce de Apolo. En la fachada sur se encuentran Orfeo y Eurídice en el inframundo. En la fachada norte, Baco y Ariadna, ambos tallados en estuco.
Las fachadas originales fueron recubiertas en 1883 y 1884 con arenisca. El interior fue reformado entre 1904 y 1905 por Felix Genzmer. Durante la Segunda Guerra Mundial fue quemado y luego reconstruido entre 1979 y 1984, para celebrar los 750 años de Berlín. Entre 1996 y 1999, tras la reunificación alemana, se realizaron nuevos trabajos de restauración.